# Enrique Peralta Azurdia
Alfredo Enrique Peralta Azurdia (17 de junio de 1908 – 19 de febrero de 1997), fue un militar y político guatemalteco que ejerció como jefe de Estado de facto de la República de Guatemala desde el 31 de marzo de 1963 hasta el 1 de julio de 1966, bajo el título de "Jefe del Gobierno de la República".

## Biografía
Peralta Azurdia nació el 17 de junio de 1908 en la ciudad de Guatemala; era hijo de Juan Peralta y Ana Azurdia. Estudió en el Colegio San José de los Infantes, de donde se graduó de Bachiller en Ciencias y Letras. Posteriormente ingresó en la Escuela Politécnica donde se graduó como oficial y luego ingresó al Ejército de Guatemala el 23 de julio de 1926, a la edad de 18 años. Se graduó de la misma el 15 de diciembre de 1929, con el título de Oficial del Ejército y el Despacho de subteniente de infantería. Por riguroso escalafón ascendió a capitán, mayor, teniente coronel y coronel. Gozó de una beca en Santiago de Chile, siguiendo sus estudios militares. Con el grado de coronel, dirigió la Escuela Politécnica.
Sirvió como agregado militar en las embajadas de Guatemala en México, Chile, Costa Rica, El Salvador y Estados Unidos, y como embajador plenipotenciario en las de Cuba, El Salvador y Costa Rica. Entre 1958 y 1959 fue director general de asuntos agrícolas, y desde 1959 hasta 1960 fungió como ministro de agricultura. También fue ministro de defensa entre 1961 y 1963, con el empleo de coronel durante el gobierno del general Miguel Ydígoras Fuentes.

## Ascenso al poder
El 1 de abril de 1963 derrocó al General Ydígoras Fuentes por medio de un golpe de Estado incruento. Peralta suspendió la Constitución, disolviendo el Congreso de la República, prohibiendo la actividad política, y declarando ilegal al comunista prosoviético, Partido Guatemalteco del Trabajo (PGT). Peralta Azurdia continuó además ejerciendo como ministro de la Defensa. Convocó a elecciones de diputados a la Asamblea Nacional Constituyente instalada en el año 1964, mediante elecciones en las cuales los ciudadanos solo podían ejercer el sufragio por una planilla única, producto de un entendimiento político no democrático, entre el gobierno militar y tres de los cuatro partidos políticos existentes: el conservador extremista Movimiento de Liberación Nacional, (MLN), el Partido Institucional Democrático, (PID), formado como expresión política de los militares en el poder y el moderado heredero de la Revolución de Octubre de 1944, Partido Revolucionario, (PR). El partido Democracia Cristiana Guatemalteca, que experimentaba un proceso de cambio interno, liderado por su diligencia juvenil, se negó a convalidar el pacto y fue cancelado por el gobierno militar. La Constitución de 1965, fue aprobada por una Asamblea Constituyente, en la cual la mitad de los diputados fueron seleccionados por el gobierno militar. El nuevo texto constitucional, al igual que el anterior aprobado de igual manera en 1956, estructuraba un Estado anticomunista y excluyente, y por primera vez en la historia de Guatemala, contrainsurgente.

## Gobierno (1963-1966)

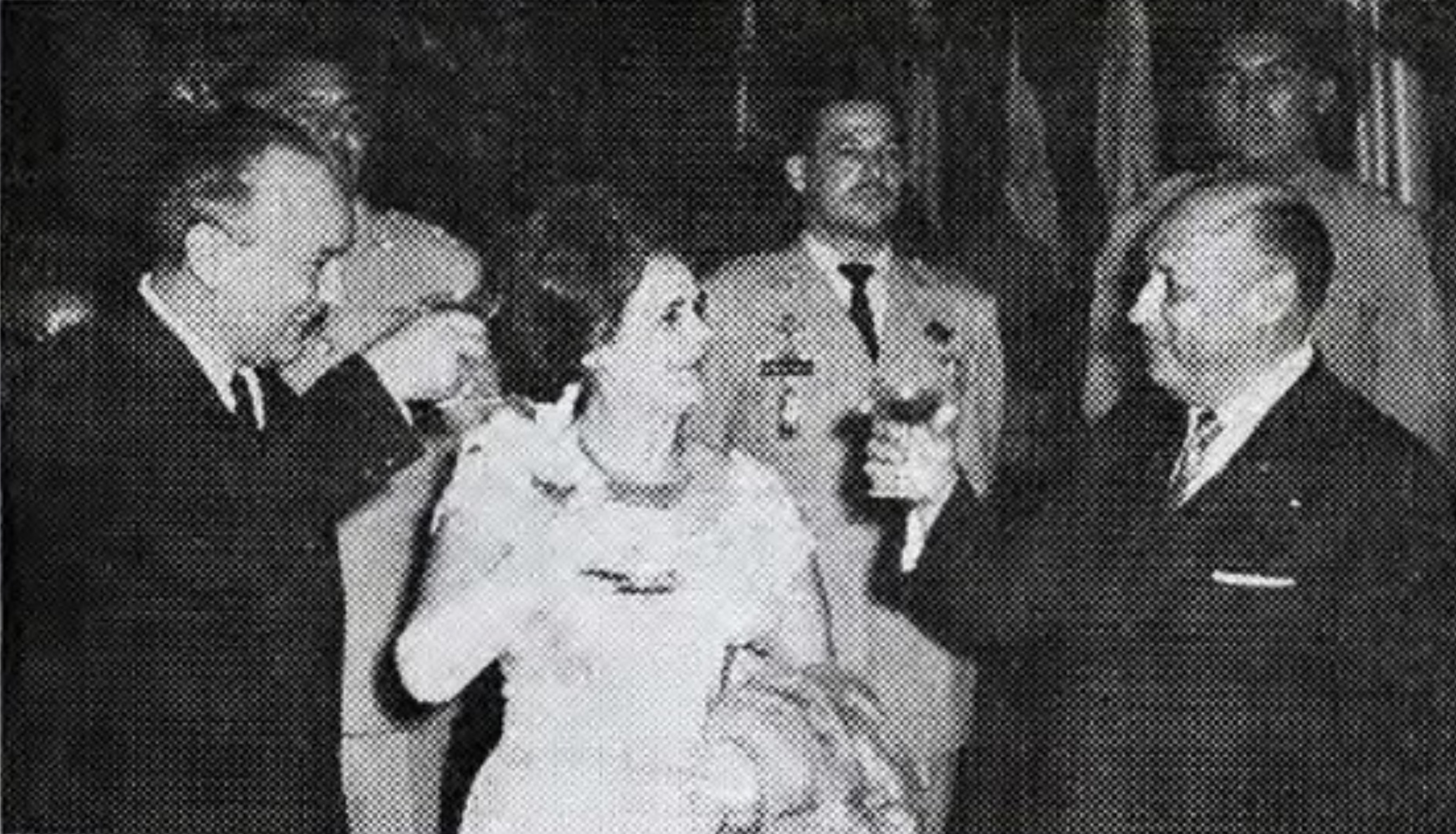
El Presidente Electo de Costa Rica, Profesor José Joaquín Trejos Fernández, señora Clara Fonseca de Trejos y el coronel Enrique Peralta Azurdia, brindando por Costa Rica y Guatemala

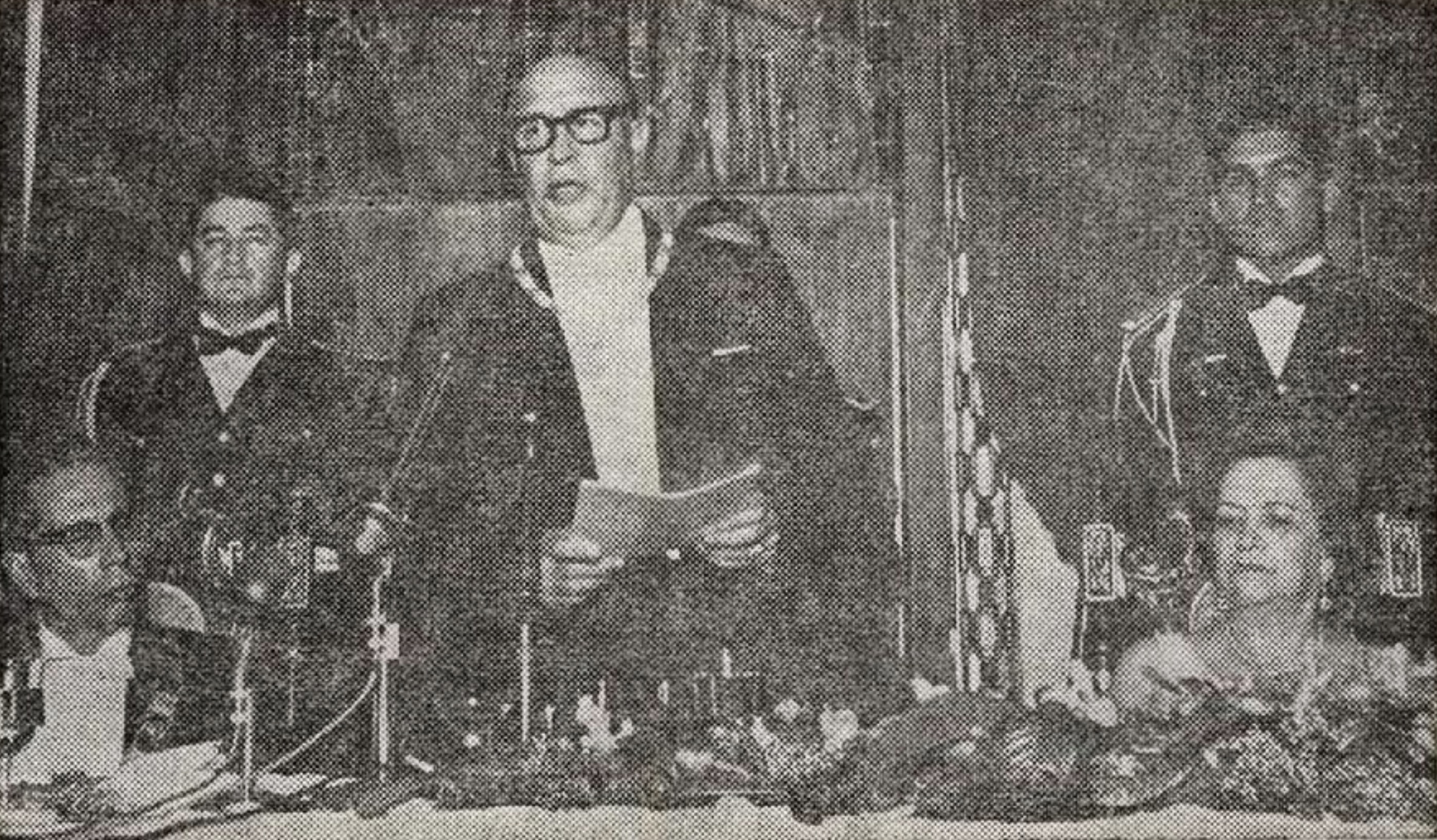
Visita del presidente mexicano Gustavo Díaz Ordaz (izquierda) a Guatemala

Con el golpe de Estado de 1963, el Ejército de Guatemala, como institución, asumió el control absoluto del Estado, implantando así una dictadura militar, y se comprometió a aplastar de una vez por todas a la insurgencia, especialmente a la guerrilla que estaba atacando en el oriente del país. Peralta Azurdia derogó la Constitución Política de la República, disolvió el Congreso, prohibió la asociación política y bloqueó absolutamente a la izquierda de toda actividad política, incrementando su persecución. Siguió además ejerciendo como ministro de Defensa. Durante su mandato se promulgó la Constitución aprobada el 15 de septiembre de 1965, en la cual destacaba la reducción del período presidencial de seis a cuatro años. También se promulgó el Código Civil, el Código Procesal Civil y el Mercantil, la Ley de Emisión del Pensamiento y Ley del Orden Público, entre otros.  Igualmente, se estabilizó la situación financiera pública y los salarios comenzaron a pagarse con puntualidad a los trabajadores del Estado.

### Guerra Civil de Guatemala
Del golpe de Estado la noche del 30 de marzo de 1963, la guerrilla instalada en la sierra de las Minas no se enteró, sino hasta días después, pues no tenía un radiorreceptor; solamente cuando hacen incursiones aprovechan para llevarse periódicos de días y semanas atrás y hasta entonces se dan cuenta de lo sucedido; tampoco se pronunció en favor ni en contra de ninguna de las modificaciones que luego implementó el nuevo gobierno.
Durante el gobierno de Peralta Azurdia también se creó una nueva fuerza paramilitar del Ejército de Guatemala, llamados los Escuadrones de la Muerte, los cuales se encargarían de secuestrar y asesinar a opositores. Fue a partir de su gobierno que empezó una serie de secuestros, torturas y asesinatos selectivos (principalmente en la Capital), contra intelectuales, sindicalistas, artistas, escritores, estudiantes, docentes y cualesquiera otros opositores políticos, así como de quienes fueran colaboradores o simplemente simpatizantes de los grupos de izquierda; pero la izquierda no se quedó de brazos cruzados: el 1.º de abril de 1965, varias personas resultaron heridas y edificios públicos y privadas dañadas luego de varios atentados terroristas de las Fuerzas Armadas Rebeldes mientras Peralta Azurdia presentaba al congreso su informe de los dos años de su gobierno militar.  Los ataques fueron dirigidos a oficinas militares y al edificio del Congreso de la República, en donde en ese entonces funcionaba la Asamblea Constituyente que estaba escribiendo la nueva constitución; una bomba estalló a 300 metros de la casa presidencial, y otras dos fueron activadas en residencias de diputados en el sur de la Ciudad de Guatemala.

Bandera del Partido Guatemalteco del Trabajo

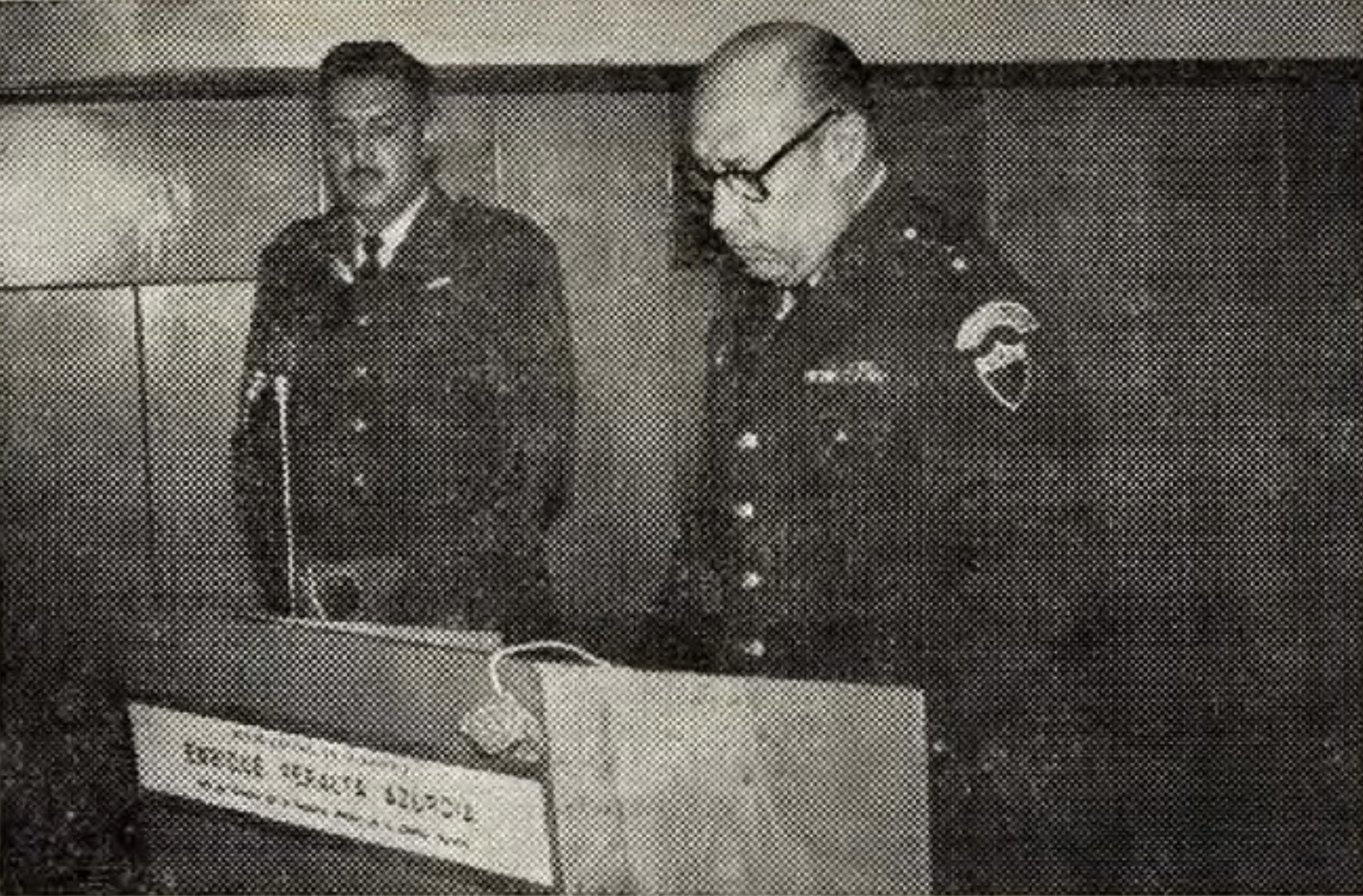
Enrique Peralta Azurdia, derecha, informando a la Oficialidad sobre las labores desarrolladas por el Ejército en 1965. A su derecha el teniente coronel René Mendoza Palomo, Jefe del Servicio de Relaciones Públicas, Cultura y Acción Cívica.

La primera fase de la contrainsurgencia urbana en contra del PGT fue iniciada aproximadamente al mismo tiempo que la ofensiva contra el MR-13 en el este del país.  En noviembre de 1965, el asesor de seguridad pública de los Estados Unidos John Logan, llegó a Guatemala en préstamo temporal de su puesto oficial en Venezuela, para ayudar a los oficiales militares y policiacos a montar un programa de contrainsurgencia urbana. Con el apoyo de Logan, el ejército guatemalteco lanzó la Operación Limpieza, a cargo del coronel Rafael Arriaga Bosque; el programa las actividades de todas las agencias de seguridad del estado -incluyendo al ejército, la policía judicial y la policía nacional- en operaciones tanto legales como clandestinas. Bajo la dirección de Arriaga Bosque, las fuerzas de seguridad secuestraron, torturaron y mataron a los principales miembros del Partido Guatemalteco del Trabajo.
En marzo de 1966, treinta miembros del PGT fueron secuestrados y asesinados, marcando la primera de las mayores desapariciones forzadas en la historia de América Latina. Este hecho marcó el inicio de un marco incremento en la represión estatal en 1966.  Cuando estudiantes de leyes de la Universidad de San Carlos de Guatemala medidas legales -tales como el habeas corpus- para exigir al gobierno que presentara a los detenidos en las cortes, fueron desaparecidos también.

### Educación
Se dio atención prioritaria al problema educativo del país, construyéndose numerosas escuelas y en 1965 se emitió la Ley del Impuesto sobre la Renta en que se exoneró a las universidades privadas de toda clase de impuestos, contribuciones y arbitrios y en 1966 se aprobó la Ley de Universidades Privadas.

### Economía
Se fundó el Instituto de Recreación de los Trabajadores (IRTRA) y se emitieron las siguientes leyes:
- Carta Guatemalteca de Trabajo (modificación del Código de Trabajo aprobado durante el gobierno de Juan José Arévalo)
- Reconocimiento del aguinaldo de los trabajadores
- Ley de Defensa de las Instituciones Democráticas[a]
- Código Civil
- Código Procesal, Civil y Mercantil[12]

El gobierno de Peralta Azurdia ofreció una operación de honestidad, para congraciarse con los sectores populares que criticaban a Ydígoras Fuentes por la creciente corrupción. Amparado en la nueva constitución de 1965, promovió reformas al Código de Trabajo que había sido aprobado durante el gobierno de Juan José Arévalo y que había entrado en vigor el 1 de mayo de 1947, declarando que si bien ofrece a los trabajadores ciertas garantías sociales, como la suscripción de pactos colectivos con sus patronos: «el Gobierno ha cumplido ya con señalar, mediante la Carta Guatemalteca del Trabajo y las demás leyes sociales, cuál es el mínimo de derechos que corresponden al sector trabajo[…], y espera que, entre tales medios legales, los patronos y trabajadores utilicen primordialmente la negociación directa y la suscripción de pactos colectivos de condiciones de trabajo […] En aras de la unidad indispensable en estos momentos, el Estado estaría pronto a intervenir como fuera necesario, para restablecer el equilibrio y la armonía en los lugares en que hiciera falta.»

### Finanzas
En 1963 intervino la Empresa Guatemalteca de Aviación (Aviateca) y creó la Dirección del Impuesto sobre la Renta, la cual empezó a funcionar el 1 de junio de 1963.  También se emitió la Ley del Impuesto sobre la Renta; asimismo, se autorizó al Gobierno de la República para contratar con el PARIBAS una línea de crédito por cinco millones de Francos Franceses (367-1965) y con la Agencia Internacional de Desarrollo (AID), se contrató un préstamo por US$2.0 millones, para estudios de proyectos de inversión pública.

### Infraestructura
Se autorizó un crédito por US$235 mil con el Banco Interamericano de Desarrollo, destinado al financiamiento de los estudios para introducción de agua de los ríos Xayá y Pixcayá a la Ciudad de Guatemala y a 17 poblaciones aledañas y se legalizó el contrato entre el INDE y una empresa suiza que realizó los estudios preliminares del proyecto hidroeléctrico “Jurún Marinalá”.

### Comercio
La Ley sobre el Régimen de Industrias de Exportación que se emitió en1966, obligó a las instituciones del Estado y personas individuales jurídicas que estuvieran exoneradas de impuestos para que las mercaderías que ingresaran a Guatemala lo hicieran por medio de las empresas de transporte del Estado, creadas por el presidente Ydígoras Fuentes. Por último, se aprobó el aguinaldo no menor del 50 por ciento del salario mensual ordinario en 1965, la cual fue una medida de gran impacto nacional.
El 6 de marzo de 1966 se celebraron elecciones presidenciales, en las que el candidato del Partido Institucional Democrático (PID), que apoyaba a Peralta, cayó derrotado ante el del PR, Julio César Méndez Montenegro, a quien cedió la presidencia el 1 de julio.

## Participación en Política luego de su gobierno
Fundó el Partido Institucional Democrático (PID), un partido pro-gobierno militar que seguía el modelo del PRI de México, el cual fue uno de los principales la política de Guatemala hasta 1982.

## Después del gobierno
Posteriormente, Peralta Azurdia se presentó sin éxito a las elecciones presidenciales del 5 de marzo de 1978 como candidato del Movimiento de Liberación Nacional, tras lo cual se trasladó a ciudad de Miami.

## Muerte
Falleció el 19 de febrero de 1997.